# Zhu Ting (pallavolista)
Zhu Ting (朱婷S, Zhū TíngP; Zhoukou, 29 novembre 1994) è una pallavolista cinese, schiacciatrice dell'Imoco.

## Carriera

### Club
La carriera professionistica di Zhu Ting inizia nella stagione 2008-09, quando debutta nella Volleyball League B cinese con la maglia dell'Henan, aiutando il suo club ad ottenere la promozione in Volleyball League A, debuttandovi nella stagione seguente; rimane nel roster club di Luohe fino all'annata 2015-16 con la sola eccezione del Coppa del Mondo per club 2013 quando si trasferisce in prestito al Guangdong Hengda, con il quale chiude la manifestazione al terzo posto.
Nel campionato 2016-17 lascia per la prima volta la Cina ed approda in Turchia, dove partecipa alla Sultanlar Ligi col VakıfBank, dove resta per un triennio vincendo due Champions League, due campionati mondiali per club, la Supercoppa turca 2017, la Coppa di Turchia 2017-18 e lo scudetto 2017-18; ritorna quindi in patria nella stagione 2019-20 vestendo la maglia del Tianjin, militante nella massima divisione, con cui vince due scudetti.
Già da tempo sofferente al polso destro, per curare il quale aveva inizialmente optato per una terapia conservativa, alla fine dei Giochi della XXXII Olimpiade decide di prendersi un'annata di pausa per risolvere chirurgicamente tale problema ed affrontare il necessario periodo di riabilitazione; nella stagione 2022-23 torna in campo nel campionato italiano di Serie A1, accettando la proposta della Savino Del Bene, dove gioca per due annate e con cui vince una Coppa CEV. Nel campionato 2024-25 si trasferisce all'Imoco, sempre nella massima divisione italiana, aggiudicandosi il campionato mondiale per club, la Coppa Italia, lo scudetto e la Champions League.

### Nazionale
Nel 2011 entra a far parte della nazionale under 18 cinese, vincendo la medaglia d'argento al campionato mondiale di categoria; gioca poi nella selezione under 19, vincendo la medaglia di bronzo al campionato asiatico e oceaniano 2012 e con quella under 20 al campionato mondiale 2013, venendo eletta in entrambe le competizioni MVP e miglior attaccante del torneo.
Nel 2013 fa il suo debutto nella nazionale cinese maggiore in occasione del Montreux Volley Masters, risultando miglior realizzatrice, per poi vincere la medaglia d'argento al World Grand Prix 2013, dove viene premiata come miglior schiacciatrice, per poi risultare miglior attaccante al campionato asiatico e oceaniano, chiuso in quarta posizione
Nel 2014 vince la medaglia d'argento al campionato mondiale e l'anno successivo quella d'oro al campionato asiatico e oceaniano e alla Coppa del Mondo, per poi conquistare la medaglia d'oro ai Giochi olimpici di Rio de Janeiro 2016, venendo eletta in occasione di ciascuna delle tre vittorie quale miglior giocatrice della manifestazione.
Nel 2017 vince la medaglia d'oro alla Grand Champions Cup 2017, dove viene premiata anche come MVP, e, nel 2018, quella di bronzo alla Volleyball Nations League e al campionato mondiale, bissando quindi la vittoria in Coppa del Mondo anche nell'edizione del 2019.

## Palmarès

### Club
- Campionato turco: 1

2017-18
- Campionato cinese: 2

2019-20, 2020-21
- Campionato italiano: 1

2024-25
- Coppa di Turchia: 1

2017-18
- Coppa Italia: 1

2024-25
- Supercoppa turca: 1

2017
- Campionato mondiale per club: 3

2017, 2018, 2024
- CEV Champions League: 3

2016-17, 2017-18, 2024-25
- Coppa CEV: 1

2022-23

### Nazionale (competizioni minori)
- Campionato mondiale under 18 2011
- Campionato asiatico e oceaniano under 19 2012
- Campionato mondiale under 20 2013

### Premi individuali
- 2012 - Campionato asiatico e oceaniano under 19: MVP
- 2012 - Campionato asiatico e oceaniano under 19: Miglior attaccante
- 2013 - Montreux Volley Masters: Miglior realizzatrice
- 2013 - Campionato mondiale under 20: MVP
- 2013 - Campionato mondiale under 20: Miglior attaccante
- 2013 - World Grand Prix: Miglior schiacciatrice
- 2013 - Campionato asiatico e oceaniano: Miglior attaccante
- 2014 - Campionato mondiale: Miglior schiacciatrice
- 2015 - Campionato asiatico e oceaniano: MVP
- 2015 - Campionato asiatico e oceaniano: Miglior schiacciatrice
- 2015 - Coppa del Mondo: MVP
- 2016 - Giochi della XXXI Olimpiade: MVP
- 2016 - Giochi della XXXI Olimpiade: Miglior schiacciatrice
- 2016 - Campionato mondiale per club: Miglior schiacciatrice
- 2017 - Champions League: MVP
- 2017 - Campionato mondiale per club: MVP
- 2017 - Campionato mondiale per club: Miglior schiacciatrice
- 2017 - World Grand Prix: Miglior schiacciatrice
- 2017 - Grand Champions Cup: MVP
- 2017 - Grand Champions Cup: Miglior schiacciatrice
- 2018 - Champions League: Miglior schiacciatrice
- 2018 - Volleyball Nations League: Miglior schiacciatrice
- 2018 - Campionato mondiale: Miglior schiacciatrice
- 2018 - Campionato mondiale per club: MVP
- 2018 - Campionato mondiale per club: Miglior schiacciatrice
- 2019 - Coppa del Mondo: MVP
- 2019 - Coppa del Mondo: Miglior schiacciatrice
- 2024 - Campionato mondiale per club: Miglior schiacciatrice[12]
- 2025 - Champions League: Miglior schiacciatrice[13]